# Uros Vico
Uros Vico (Spalato, 19 febbraio 1981) è un allenatore di tennis ed ex tennista italiano, di origine croata, specialista essenzialmente del doppio, specialità nella quale è giunto fino al n.80 della classifica ATP (maggio 2005).

Destrimane naturale, ha vissuto a Roma ed è stato allenato da Riccardo Piatti.

## Biografia
Professionista dal 1998, ha a lungo frequentato i circuiti minori Challenger e Futures per poi esordire nel circuito maggiore sia in singolo che in doppio nella stagione 2004.
In singolo ha conquistato due Challenger (tornei di Recanati 2004 e di Togliatti 2006) e cinque Futures e vanta un best ranking ATP al n. 166 ottenuto nel luglio 2004.
Ha ottenuto risultati migliori nel doppio, ha vinto infatti 9 Challenger e 6 Futures inoltre, in coppia con Ivan Ljubičić, ha raggiunto il terzo turno al Roland Garros 2006 dove sono stati sconfitti dalla coppia nr. 1 al mondo i gemelli Mike e Bob Bryan.
Sempre in coppia con Ljubičić ha disputato la finale nel torneo Metz 2004 e la semifinale del torneo di Milano 2005, vanta inoltre una semifinale a Newport in coppia col connazionale Daniele Bracciali.
Si è ritirato dall'attività agonistica nel 2010 dopo aver tentato il rientro in alcuni tornei Futures, ha intrapreso la carriera da allenatore affiancando nel 2019 Marco Cecchinato e nel 2021 Stefano Travaglia.

## Statistiche

### Doppio

#### Finali perse (1)
| Legenda                                                       |
| Grande Slam (0)                                               |
| Tennis Masters Cup / ATP World Tour Finals (0)                |
| Masters Series / ATP World Tour Master 1000 (0)               |
| ATP International Series Gold / ATP World Tour 500 Series (0) |
| ATP International Series / ATP World Tour 250 Series (1)      |

| Legenda superfici |
| Cemento (1)       |
| Terra (0)         |
| Erba (0)          |
| Sintetico (0)     |

| Numero | Data         | Torneo             | Superficie | Compagno      | Avversari in finale          | Punteggio   |
| 1.     | ottobre 2004 | Moselle Open, Metz | Cemento    | Ivan Ljubičić | Arnaud Clément Nicolas Mahut | 2–6, 6(8)–7 |